# Mohammed ben Hamad al-Hadschri
Mohammed ben Hamad al-Hadschri (arabisch محمد بن حمد الهاجري, DMG Muḥammad b. Ḥamad al-Hāǧirī; * 1. Oktober 1968) ist ein katarischer Diplomat und der aktuelle Botschafter des Emirats Katar in der Islamischen Republik Iran.

## Karriere
Al-Hadschri studierte bis 1998 und erhielt sei Bachelor im Bereich Cooperative and Administrative Studies.
Von 1991 bis 1996 arbeitete er für das Finanzministerium, ab 1996 bis 2000 für das Gesundheitsministerium.
Von 2000 bis 2007 war er der katarische Konsul im Jemen. Danach von 2007 bis 2012 arbeitete er in der katarischen Botschaft in Griechenland.
Im Jahre 2012 war er auch kurzzeitig in der Botschaft in Libyen tätig. Dann war er von 2013 bis 2017 wieder im Jemen in der katarischen Botschaft positioniert.
Seit 2018 ist Hadschri der katarische Botschafter in Teheran, der Hauptstadt Irans.

## Einzelnachweis
1. ↑  Ambassador. Abgerufen am 11. Juli 2020.

| Personendaten    | Personendaten                                    |
| ---------------- | ------------------------------------------------ |
| NAME             | Mohammed ben Hamad al-Hadschri                   |
| ALTERNATIVNAMEN  | محمد بن حمد الهاجري (arabisch)                   |
| KURZBESCHREIBUNG | katarischer Diplomat, Botschafter Katars im Iran |
| GEBURTSDATUM     | 1. Oktober 1968                                  |